# Brunnsparken, Göteborg
Brunnsparken är en central plats (torg och trafikknutpunkt) i centrala Göteborg. Den är belägen mellan Nordstan och Arkaden och mellan två av Göteborgs äldsta gator, Norra Hamngatan och Södra Hamngatan (egentligen avgränsar Stora Hamnkanalen i norr). Med sin centrala placering "Inom Vallgraven" och mitt bland flera köpcentrum är platsen en populär mötesplats. 

## Brunnsparken spårvagnshållplats
Platsen domineras av spårvagnshållplatserna som omgärdar Brunnsparken från tre håll. Tillsammans med Drottningtorget strax österut fungerar Brunnsparken som ett nav för spårvagnstrafiken i Göteborg som nästan alla linjer passerar. Detta kompletteras av Centralstationen och Nils Ericsonterminalen till ett centrum för all kollektivtrafik i Göteborg.

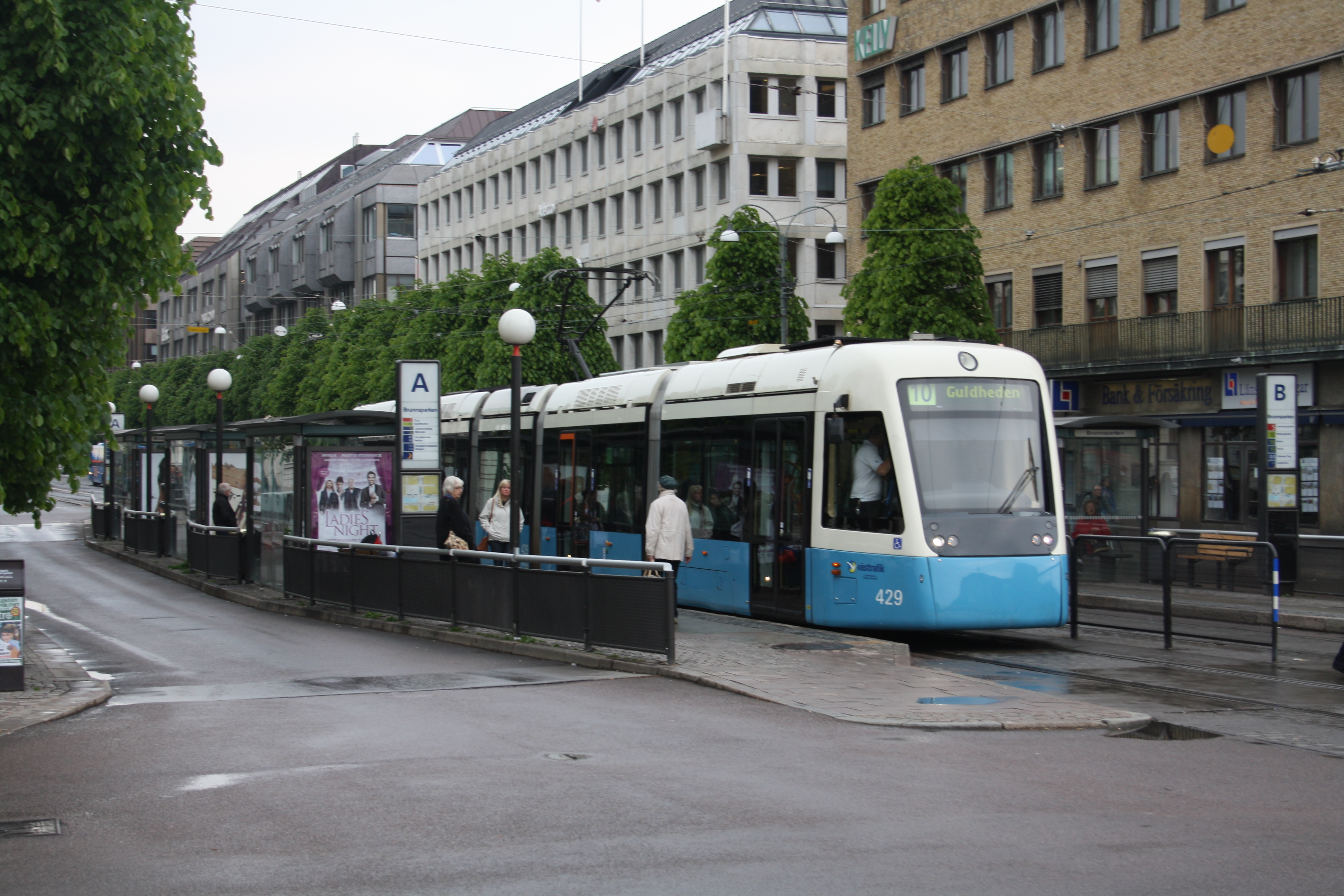
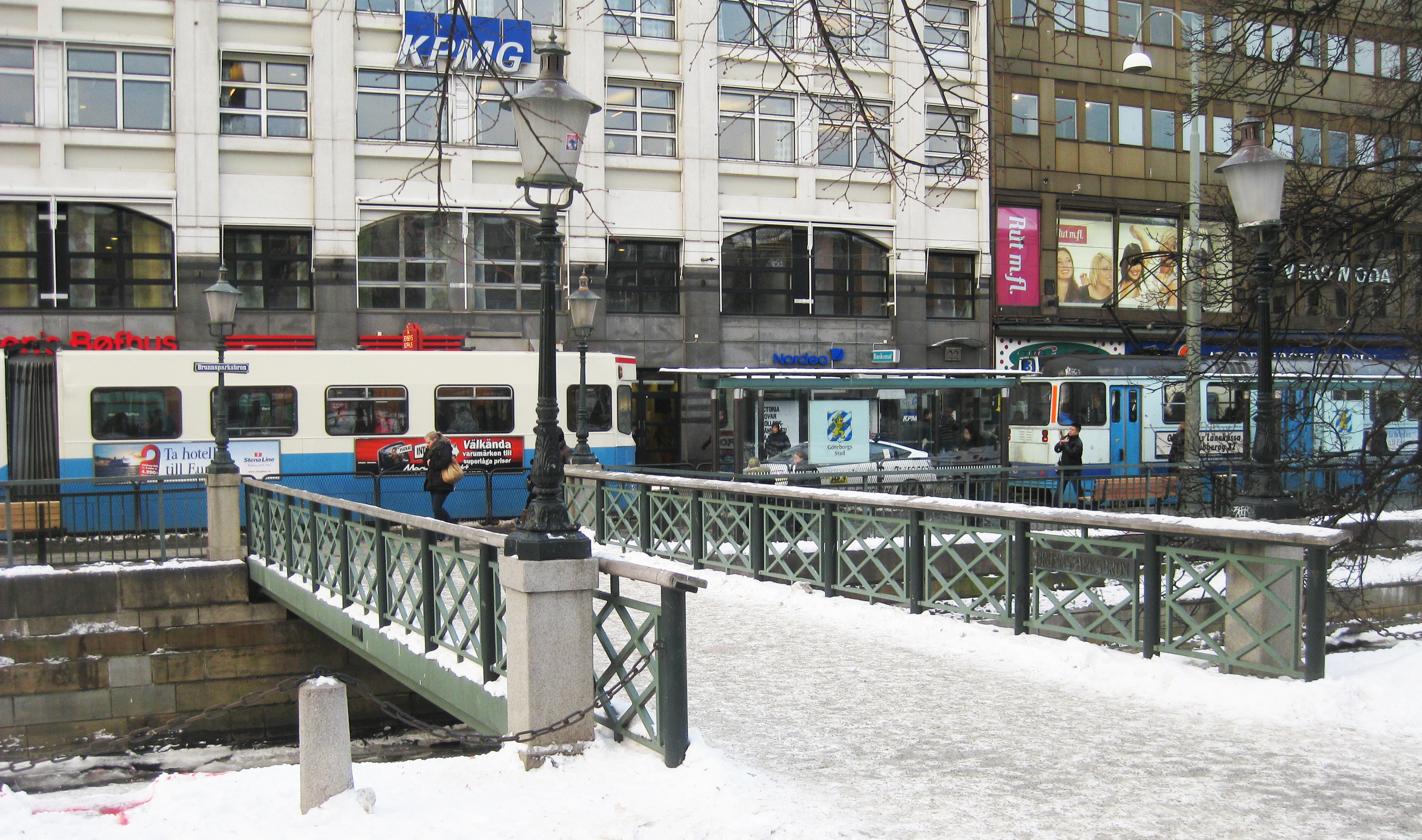

| Sidoperrong Östra Hamngatan |   |
|                             | ← |
|                             | → |
| Sidoperrong Östra Hamngatan |   |

| Sidoperrong Norra Hamngatan |   |
|                             | ← |
|                             | → |
| Sidoperrong Norra Hamngatan |   |

| Sidoperrong Södra Hamngatan |   |
|                             | ← |
|                             | → |
| Sidoperrong Södra Hamngatan |   |

## Trafikknutpunkt
Brunnsparken är en av Sveriges mest trafikerade kollektivtrafikknutpunkter med omkring 120 spårvagns- och 130 bussavgångar i timmen i rusningstrafik, det vill säga 4 avgångar i minuten, på 10 hållplatser. Som jämförelse kan nämnas att Stockholms tunnelbanas stora knutpunkt T-centralen har 130 avgångar i timmen i tunnelbanetrafik, kring 260 avgångar inräknat pendeltåg, spårvagn och buss som också utgör en del av kollektivtrafiken. Då Brunnsparken sammanlagt har 250 avgångar per timme (både spårvagn och buss), är den troligtvis den näst mest trafikerade räknat i antalet avgångar.

## Historia

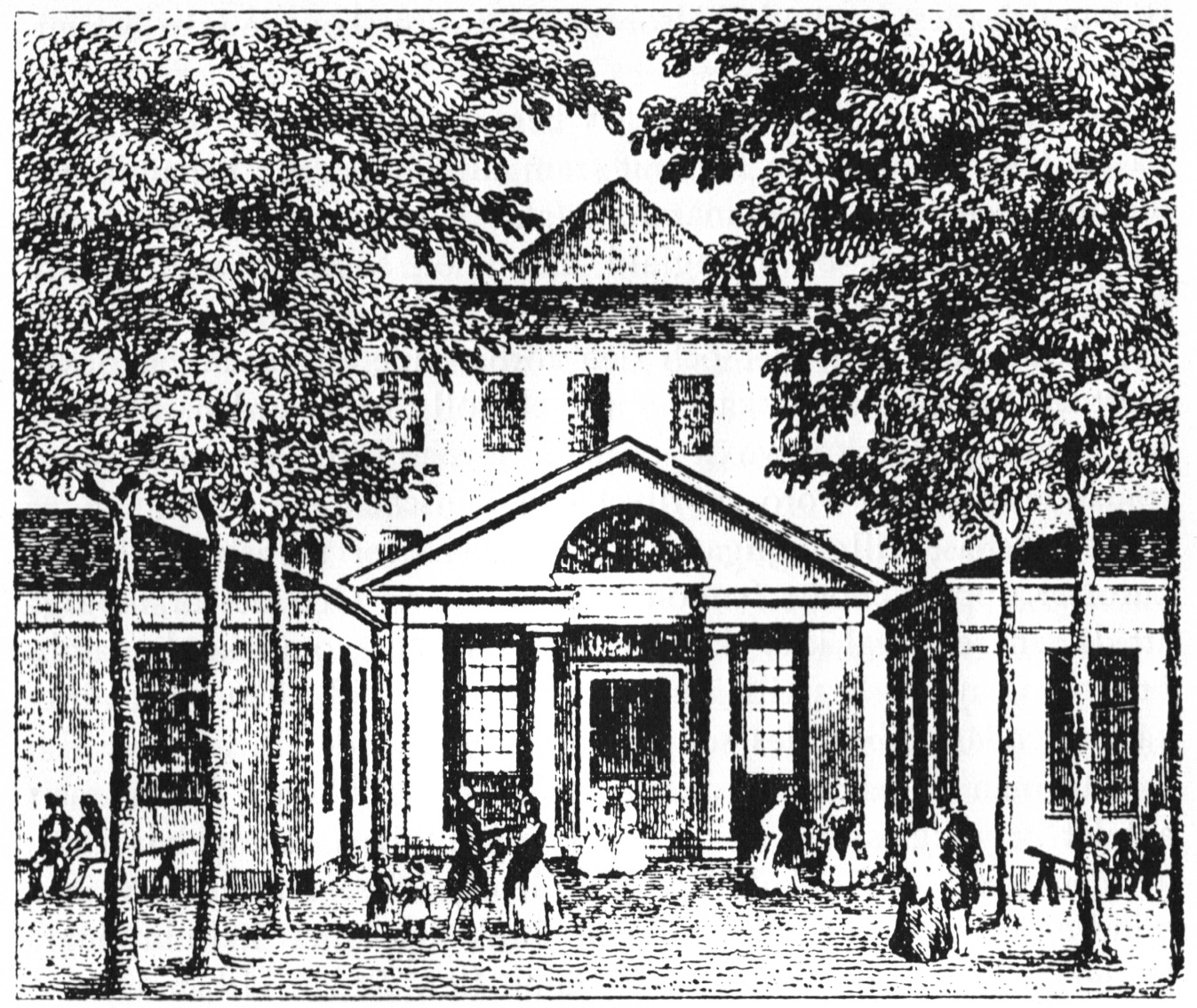
Brunnshuset på 1840-talet.

### Etymologi
År 1822 planterades träd på denna holme i Stora Hamnkanalen, och 1834 uppförde innehavaren av apoteket Kronan, Hans Jacob Cavallin, ett brunnshus av sten på denna plats, som därefter fick sitt nuvarande namn.
Denna hälsobrunn blev flitigt besökt mellan åren 1834–1858, och en av besökarna var Esaias Tegnér som drack brunn här 1837. År 1858 upphörde verksamheten, men då fick en flygel av brunnshuset göra tjänst som varmbadhus fram till 1879, då samtliga byggnader revs. Bakom varmbadhuset öppnades den 23 juli 1867 "En liten shop, hvilken lär blifva en ganska angenäm och besökt tillflyktsplats under de dagar, då sommarens sol molnfri utgjuter sina gyllene strålar öfver en smägtande fotgängare. I denna shop kommer nämligen kolsyrade vatten, lemonader och andra förfriskande drycker att tillhandahållas allmänheten till priser, hvilka afsevärdt understiga de hittills vanliga". Byggnaden hade ritats av stadsbyggmästare Hansson, tillverkats på Bark & Warburgs snickerifabrik och målats av L. Rubenson "...med den smak, som alltid utmärker dennes arbeten". Den förste ägaren till "denna både angenäma och gagneliga inrättning" hette J. G. Leufvenmark.   
Brunnsparken är dokumenterat som platsens namn åtminstone från 1837 , men officiellt fick parken sitt namn först 1863, då planteringarna väsentligt hade förbättrats.

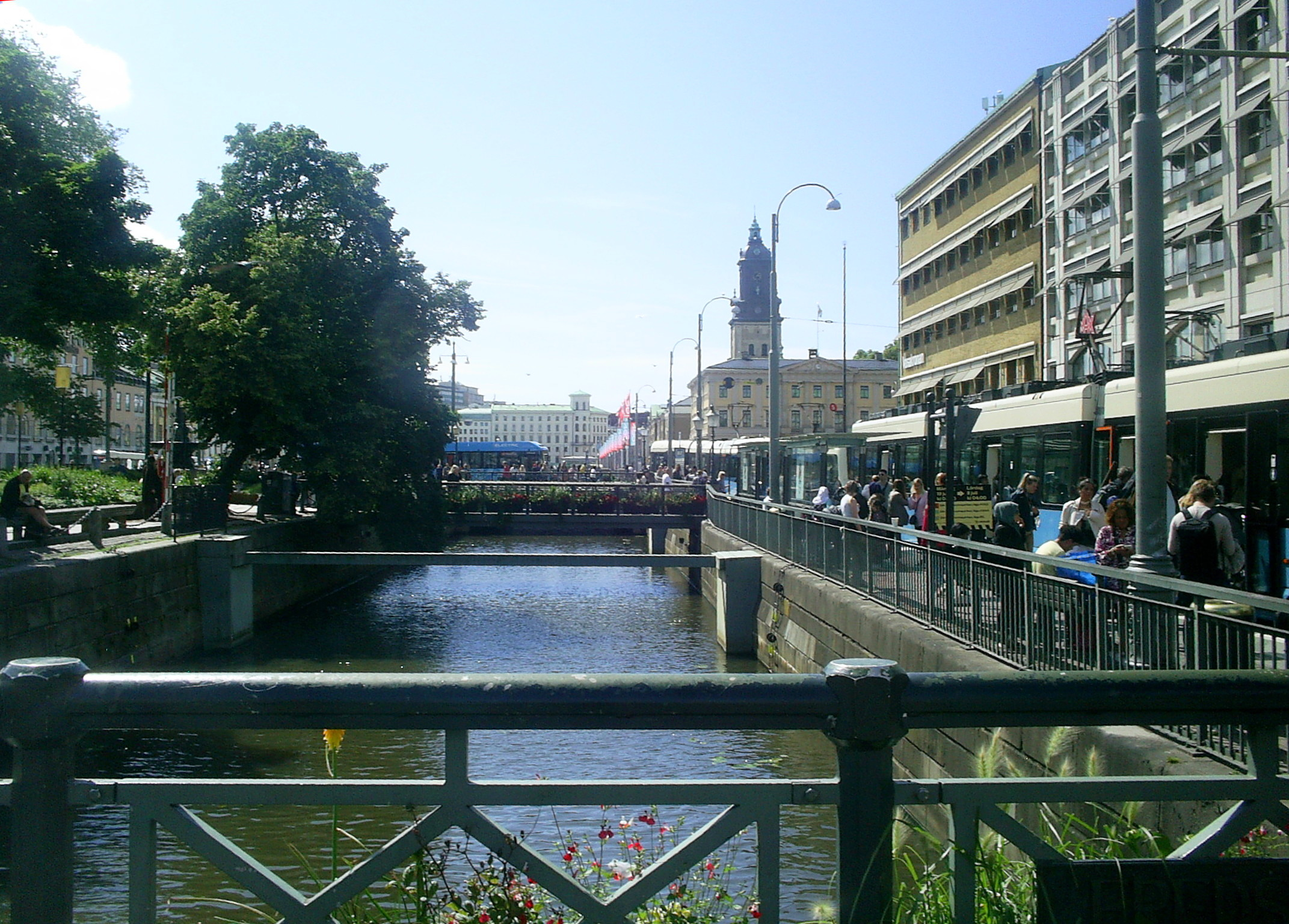
Brunnsparken, Fattigshuskanalen

### Omgivningar
Ursprungligen var det som är Brunnsparken idag en holme i Stora Hamnkanalen med namnet Järnvågsplatsen (1753) efter den järnvåg som funnits där sedan 1624. På den västra av holmarna i kanalen, byggdes 1682-1690 två stenhus för stadens järnvåg, som tidigare varit inrymt i det 1669 nedbrunna rådhuset. Järnvågen flyttades 1802 till Pustervik vid nuvarande Järntorget, och i storbranden 1813 brann den sista resten av järnvågen ned i Brunnsparken. På platsen för den tidigare järnvågen planterades träd år 1822, som ett "promenadställe". År 1861 fylldes den del av Stora Hamnkanalen igen, söder om "holmen" som nu bildar Södra Hamngatan.
Öster om holmen för brunnsinrättningen, ursprungligen endast en sandrevel, byggdes kring 1750 ett sockerbruk (ett "Såkkerraffinaderiwärk") av Niclas Jacobsson, för vilket Kungl. Maj:t utfärdat privilegier. Arkitekt var Carl Hårleman. Byggnaden var uppförd i fyrkant med en gård i mitten. Sockerbruket ägdes senare av Pontus Fürstenberg. Det skadades genom brand den 2 mars 1792, men fanns kvar ända fram till 1841, då verksamheten upphörde. Delar av dess grunder finns fortfarande kvar under Hotel Palace som bildades 1907.
I april 1913 anlades en underjordisk pumpstation vid Brunnsparken.

### Ombyggnad av parken 2019–2020
Under åren 2019–2020 byggdes Brunnsparken om för att göra den ljusare och grönare. Antalet träd minskades, nya träd planterades, samtidigt som de äldsta träden, inklusive den stora almen, bevarades. Ny belysning installerades, det blev fler sittplatser och ny markbeläggning lades för att ge tydligare gångstråk. Efter förberedande arbeten under första halvan av år 2019, stängdes parken av den 5 augusti samma år, varvid ombyggnadsarbetena inleddes. Den förra renoveringen av Brunnsparken genomfördes år 1991.
Upprustningen föregicks av en förstudie utförd av park- och naturförvaltningen, vilken godkändes av park- och naturnämnden i september 2017. Förstudien presenterade ett antal förslag till åtgärder på kort och lång sikt, bland annat tydligare stråk, mer ljus och bättre samverkan mellan park och hållplats. I februari 2018 gick gestaltningsuppdraget, efter genomförd upphandling, till White arkitekter. Gestaltningsförslaget presenterades den 25 juni 2018. Upprustningen av parken kostnadsberäknades till 25 miljoner kronor.
Under arbetet med parken påträffades den gamla järnvågens grundläggning, samt tre kanonkulor, vilka låg utanför järnvågens östra gavel. Redan vid renoveringen av fontänen Såningskvinnan år 2015 upptäcktes järnvågen, som fanns på platsen under åren 1680 till 1785.
Den upprustade parken öppnades den 17 februari 2020. Då återstod arbetet med plantering av perenner och restaurering av kandelaberbelysningen från år 1884. Invigning av den upprustade parken planerades till den 4 juni 2020, Göteborgs 399-årsdag. Under april och maj 2020 fylldes kajmurens fogar och rensades från växtlighet på den sidan som hör till parken. Nyinvigningen, som skulle firats med historiskt tema, körsång, traditionell brunnsmusik, Brunnsparkens historia och en tur genom 1600-talets Göteborg med hjälp av virtual reality-glasögon, fick dock skjutas upp till följd av covid-19-pandemin.

## Johanna i Brunnsparken

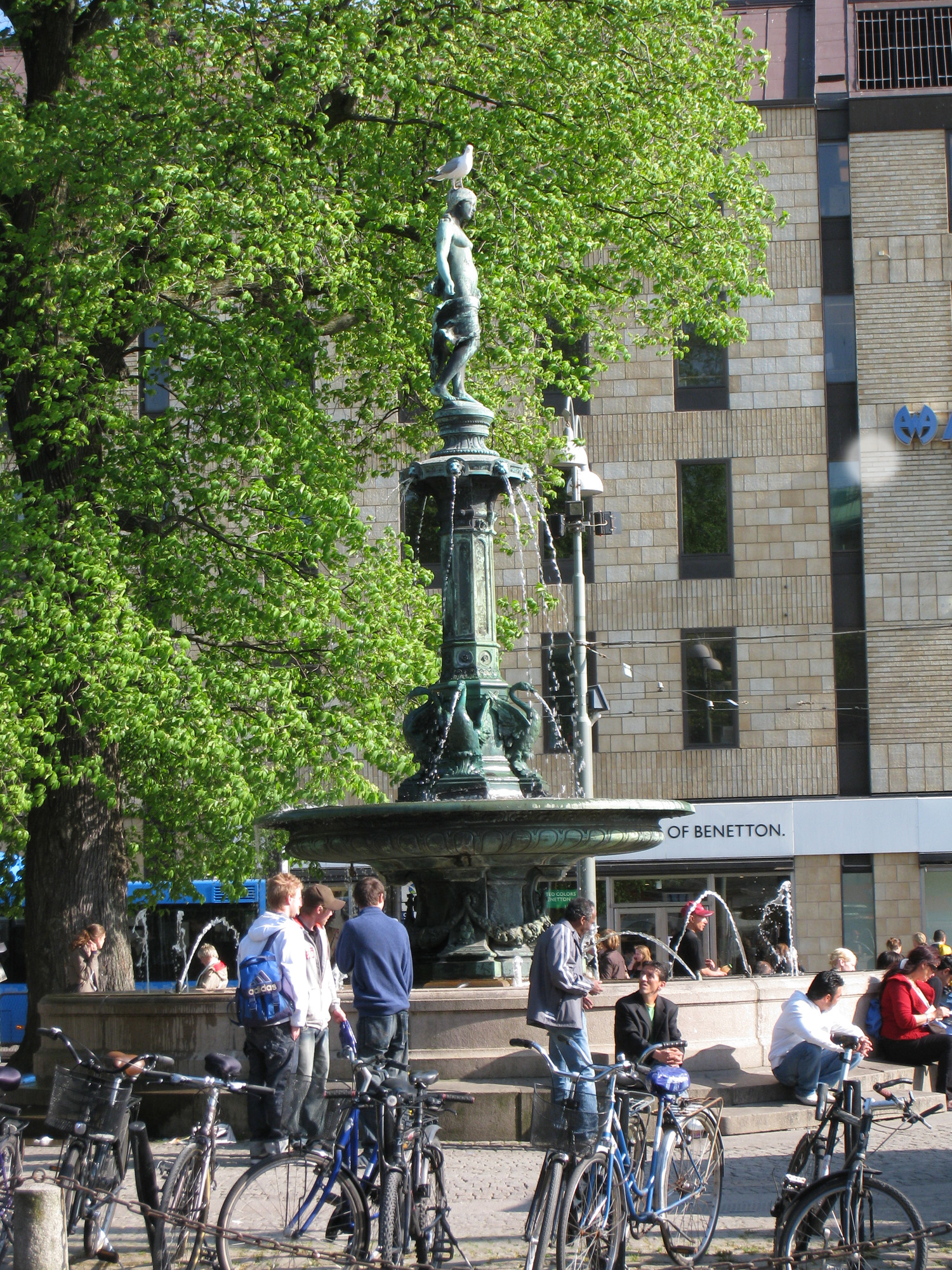
Skulpturen Såningskvinnan ("Johanna i Brunnsparken"), invigd 1883.

I den västra delen av Brunnsparken finns en fontän med statyn Såningskvinnan. Konstverket invigdes på Johanna-dagen den 21 juli 1883, och den kallas därefter populärt även Johanna.
Statyn skapades av Per Hasselberg och göts i brons av Gruet Jeunes i Paris, till del finansierat av den närboende Pontus Fürstenberg. Originalet i gips återfinns på Medicinhistoriska museet, Göteborg.
På platsen för statyn låg fram till 1820 administrationsbyggnaden för stadens järnvåg.
Utöver Såningskvinnan finns två ytterligare skulpturer i Brunnsparken. Två lejon av brons ligger vid Lejontrappan ner till Stora Hamnkanalen, vid Fontänbron. De är gjorda av Camilla Bergman år 1991. Mellan 1638 och 1673 fanns det fyra stående lejonstatyer vid den dåvarande träbron, vilket gav bron namnet "lejonbron".

## Brunnsparken i kulturen
Platsen omnämns i bland annat julsången "Jul", inspelad av bland andra Snowstorm och Thorleifs, i sången är det någon uteliggare som gråter här i juletider. Brunnsparken nämns också i låten Alla vägar bär till Götet. I rockgruppen Motvinds låt Göteborg (1977) omnämns "fyllona i Brunnsparken". Kai Martin och Stick! har besjungit "Johanna i Brunnsparken".